# Amloh
Amloh es una ciudad de la India en el distrito de Fatehgarh Sahib, estado de Punyab.

## Geografía
Se encuentra a una altitud de 266 m s. n. m. a 65 km de la capital estatal, Chandigarh, en la zona horaria UTC +5:30.

## Demografía
Según estimación 2010 contaba con una población de 15 409 habitantes.